# C.R.A.Z.Y.
C.R.A.Z.Y. és una pel·lícula quebequesa de 2005. La pel·lícula va ser dirigida i coescrita per Jean-Marc Vallée. Explica la història de Zac, un jove homosexual que s'ha d'enfrontar a l'homofòbia mentre creix amb quatre germans i un pare conservador al Quebec dels anys 1960 i 1970.

## Argument
Zac va néixer el Nadal de 1960. Tenia una relació especial amb el seu pare Gervais, però les coses es van començar a enfonsar per les formes no-masculines de Zac. La seva relació única va arribar oficialment a la seva fi quan Gervais arriba a casa i es trobar Zac vestit amb robes de la seva mare. Des de llavors, reconeix "havia declarat, sense saber-ho, la guerra al seu pare".
A la festa de Nadal de 1975, Zac fuma un porro amb el xicot de la seva cosina Brigitte, Paul, que desperta l'atracció de Zac. La seva amiga Michelle intenta besar-lo, però Zac la deté amb l'excusa de protegir la seva amistat. Més tard, descobreix que Brigitte ja no està amb Paul. En un moment d'espontaneïtat, Zac es passa un semàfor en llum vermell amb la seva motocicleta, l'atropella un cotxe i l'hospitalitzen. Zac llavors s'assabenta que Brigitte està un altre cop amb Paul.
Zac comença una relació amb Michelle, alleujant temporalment Gervais, fins que veu Zac sortir del cotxe amb un company ajustant-se l'entrecuix. Enutjat, Gervais duu Zac a veure un terapeuta per "curar" la seva homosexualitat. La conclusió del terapeuta és que Zac va fer "un error subconscient deliberat" intencionadament perquè Gervais l'atrapés i descobrís que era homosexual.
En el sopar de Nadal de 1980, la relació de Zac i Michelle es fa més propera i física. El seu germà Christian anuncia que s'ha compromès. A la recepció del casament de Christian, Zac i Paul fumen un porro a fora, però són vistos per un hoste que pensa que s'estaven besant. Gervais escolta aquest xafarderia i esclata el caos. Gervais s'enfronta amb Zac sota la pluja, i Zac certament surt de l'armari, cridant: "Sí, ha succeït quelcom, però no amb ell! M'hauria encantat de collons si hagués passat alguna cosa!". Michelle, plorant, ho escolta per casualitat i surt de l'amagatall, i Gervais diu a Zac que marxi.
Zac vola a Jerusalem. Disgustat amb si mateix després d'una aventura sexual homosexual, entra al desert i cau esgotat. Un beduí, que troba Zac, li dona aigua i se'n fa càrrec.
Zac torna a casa per trobar-se amb el seu segon germà gran hospitalitzat després d'una sobredosi d'heroïna, que mor l'endemà. Després del funeral, Gervais abraça emotivament en Zac. Al final de la pel·lícula, en Zac narra que en Gervais "s'havia convertit en el meu pare una vegada més".

## Repartiment
- Marc-André Grondin com a Zachary Beaulieu
- Michel Côté com a Gervais Beaulieu, el pare
- Danielle Proulx com a Laurianne Beaulieu, la mare
- Pierre-Luc Brillant com a Raymond Beaulieu
- Alex Gravel com a Antoine Beaulieu
- Maxime Tremblay com a Christian Beaulieu
- Mariloup Wolfe com a Brigitte, cosina germana de Zac
- Francis Ducharme com a Paul, xicot de Brigitte i l'interès de Zac

## Temes
Zachary Beaulieu (Marc-André Grondin) creix al Quebec dels anys 1960 i 1970. És el segon fill més petit d'un pare amb "més hormones masculines del normal" i es va criar entre els quatre germans. En Zac lluita per definir la seva pròpia identitat i enfronta el conflicte entre la seva sexualitat emergent i el seu desig intens de complaure el seu pare estricte i temperamentals.

## Música
La música d'època és un element important de la pel·lícula, amb temes i esdeveniments recurrents en la majoria d'edat de Zac. Una part considerable del pressupost de la pel·lícula es va destinar a l'adquisició dels drets de les cançons de Pink Floyd ("Shine On You Crazy Diamond", "The Great Gig in the Sky"), The Rolling Stones ("Sympathy for the Devil"), David Bowie ("Space Oddity"), Jefferson Airplane ("White Rabbit"), The Cure ("10:15 Saturday Night"), Giorgio Moroder ("From Here to Eternity"), Elvis Presley ("Santa Claus Is Back in Town"), i molts altres.
La cançó de Charles Aznavour "Emmenez-moi" es repeteix una vegada i una altra en la pel·lícula, sovint cantada pel pare. També canta una altra cançó d'Aznavour, "Hier encore", com a part de les celebracions del vintè aniversari de Zac.
El títol es deriva de la primera lletra dels noms dels cinc germans: Christian, Raymond, Antoine, Zachary i Yvan, i també es refereix a l'amor perdurable del seu pare per la cançó "Crazy" de Patsy Cline, que al seu torn s'utilitza com a motiu recurrent en la pel·lícula.

## Rebuda
C.R.A.Z.Y. va ser molt ben rebuda pels crítics amb una qualificació de 100% de disset crítiques a Rotten Tomatoes.
Liz Beardsworth de la revista Empire va escriure: "Actuacions fantàstiques, un enginy agut i una crua honestedat respiren una nova vida en un drama de ritu de pas". Jay Weissberg de Variety va comentar: "Tota la família pot sentir-se còmode veient C.R.A.Z.Y., un dinàmic conte sobre la majoria d'edat de Jean-Marc Vallée que navega al llarg d'una banda sonora excel·lent i que mostra exactament el sentiment de l'època en concret." Michael Rechtshaffen de The Hollywood Reporter va afirmar: "Tot i ser una pel·lícula molt segura de Vallée, que dura més de dues hores, demostra que és possible tenir massa d'alguna cosa bona. La presentació oficial del Canadà a l'Oscar a la millor pel·lícula de parla no anglesa se les arregla per mantenir-se al dia però el ritme d'entreteniment és emocionalment prou satisfactori com per guanyar premis del públic."
El 2015 el Festival Internacional de Cinema de Toronto va situar C.R.A.Z.Y. com una de les deu millors pel·lícules canadenques de tots els temps.